# Revertante
Revertanten (von lateinisch: revertere  = zurückkehren, umkehren) sind Rückmutanten, also Mutanten, bei denen eine frühere Mutation durch eine weitere Mutation (zumindest in ihrer Wirkung) wieder aufgehoben wurde. Speziell Lebewesen, deren Vorfahren durch Mutation die Fähigkeit zur Synthese eines lebensnotwendigen Stoffes verloren haben, und die aber selbst durch eine weitere Mutation diese Fähigkeit wiedererlangt haben, werden als Revertanten bezeichnet.
Man spricht auch von Rückmutationen oder Reversionen. Solche Rückmutationen treten mit einer gewissen Häufigkeit spontan auf. Unter bestimmten Umwelteinflüssen (Vorhandensein mutagener Stoffe) kann diese Häufigkeit aber stark erhöht sein. Dies wird im Ames-Test ausgenutzt, um die Mutagenität von Substanzen zu überprüfen.